# Tempio di Apollo (Corinto)

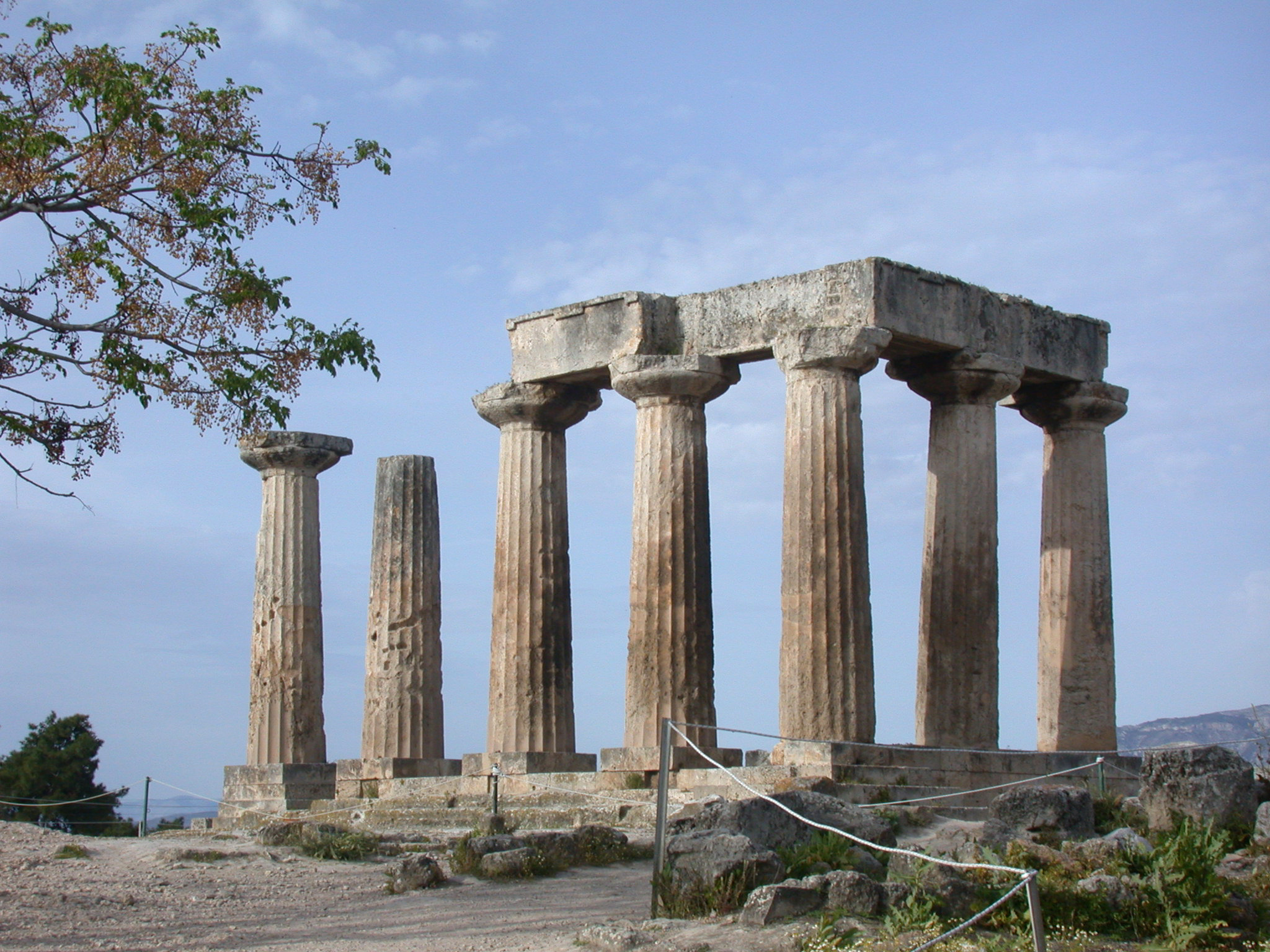
I resti del tempio

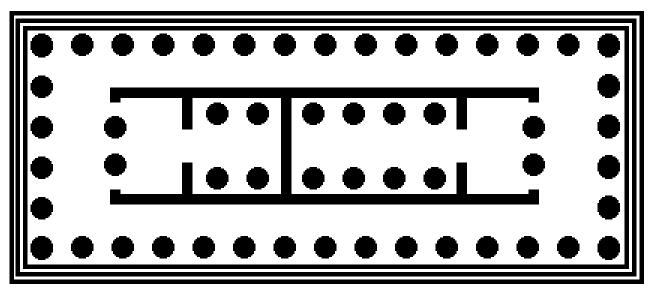
Mappa del tempio

Il tempio di Apollo a Corinto è un tempio greco di ordine dorico.

## Storia
Realizzato nella metà del VI secolo a.C. in sostituzione di un edificio del VII secolo a.C., rappresenta una tappa importante nella definizione del modello che caratterizza le proporzioni dei templi dorici del periodo classico, rivelando le direzioni verso cui si muovono i tentativi degli architetti alla metà del VI secolo.

## Descrizione
Presenta elementi canonici del tempio greco di tipo dorico: il colonnato completo (peristilio) intorno alla cella (tempio periptero) con sei colonne sul fronte (esastilo) e quindici sui lati lunghi, alte più di sei metri e sorrette da uno stilobate formato da quattro alti gradini, il pronao e l'opistodomo, entrambi con due colonne in antis, il naos (cella) a navata con due file di colonne interne.
Del tempio, costruito in calcare, rimangono oltre al basamento, sette colonne monolitiche, i cui fusti presentano le venti, canoniche, scanalature ed una forte rastremazione. La pesantezza delle forme è tipica del dorico maturo; colonne robuste e pesanti che, come nel Tempio di Apollo a Siracusa, sembrano esprimere l'inquietudine dell'architetto di fronte ad un primo edificio costruito interamente in pietra.
La progettazione della cella è complessa e poco canonica: un muro divide la cella in due parti diseguali e non comunicanti tra loro, con due file di quattro colonne nella più grande e due file di due colonne nella più piccola. È possibile che il tempio fosse dedicato a due divinità distinte e intitolato alla maggiore delle due. Questa disposizione verrà ripresa da Ictino nel Partenone.
Le colonne, monolitiche, non presentano ancora l'entasi, ma per la prima volta viene introdotta una leggera curva della crepidine ed il conflitto angolare viene risolto con una riduzione dell'interasse dell'ultimo intercolumnio, riducendo la larghezza delle due metope estreme.